# Melittia tigripes
Melittia tigripes is een vlinder uit de familie wespvlinders (Sesiidae), onderfamilie Sesiinae.
Melittia tigripes is voor het eerst wetenschappelijk beschreven door Diakonoff in 1954. De soort komt voor in het Oriëntaals gebied.